# Choerades maynei
Choerades maynei là một loài ruồi trong họ Asilidae. Choerades maynei được Janssens miêu tả năm 1953.